# Осмийдиалюминий
Осмийдиалюминий — бинарное неорганическое соединение, интерметаллид
осмия и алюминия
с формулой Al2Os,
кристаллы.

## Получение
- Сплавление стехиометрических количеств чистых веществ:

{\displaystyle {\mathsf {Os+2Al\ {\xrightarrow {1400^{o}C}}\ Al_{2}Os}}}

## Физические свойства
Осмийдиалюминий образует серые кристаллы
тетрагональной сингонии,
пространственная группа I 4/mmm,
параметры ячейки a = 0,3162 нм, c = 0,8302 нм, Z = 2,
структура типа дисилицида молибдена MoSi2
.